# 1955 McMath
McMath (asteroide 1955) é um asteroide da cintura principal, a 2,6711256 UA. Possui uma excentricidade de 0,0641569 e um período orbital de 1 761,29 dias (4,82 anos).
McMath tem uma velocidade orbital média de 17,62978844 km/s e uma inclinação de 1,00179º.